# Fitopatógeno
Fitopatógeno é a designação dada em fitopatologia a um organismo, em geral um microorganismo, que causa doenças das plantas ao disturbar o metabolismo celular pela secreção de enzimas, toxinas, fitoreguladores ou outras substâncias ou pela absorção de nutrientes da célula para o seu próprio crescimento e metabolismo. Alguns fitopatógenos podem causar também enfermidades por crescerem e se multiplicarem no xilema ou no floema da planta e, por essa via, bloquearem o transporte de água e de nutrientes desde as raízes às folhas ou o fluxo de seiva desde as folhas ao resto da planta. 
Os organismos fitopatógenos podem ser nemátodos, bactérias, vírus, protozoários, moluscos e fungos. 